# Takácsok bástyája
A Takácsok bástyája vagy Lenszövők bástyája (románul: Bastionul Țesătorilor, németül: Weberbastei) Brassó városerődítményének déli sarokbástyája. A 15. század elején építették, mai formáját a 16. században nyerte el; máig épen és viszonylag eredeti formájában maradt fenn. A délnyugati várfal részeként a romániai műemlékek jegyzékében a BV-II-m-A-11294.01 sorszámon szerepel. A bástya belső udvarán rendezvényeket szerveznek, az udvaron álló épület a Brassó Megyei Történeti Múzeum állandó kiállításának ad otthont.

## Története
Az eredetileg kétszintes bástyát 1421–1436 között emelte a takácsok céhe Brassó legelső várfalaival együtt, és úgy volt megépítve, hogy szükség esetén önálló várként is működhetett. Dokumentumokban legelőször 1522-ben említik. 1554-ben megerősítették a délnyugati védműveket, egy második fal emelésével. 1570–1573 között a bástyára további két szintet és két tornyot emeltek; az évszámokat az északkeleti torony felirata tanúsítja. Az udvaron fa állványzat és további galériák illeszkednek a falhoz; veszély esetén innen védték a várat, békeidőben pedig a szövőmesterek találkozóhelye volt, és itt rendezték Meistermontag nevezetű ünnepségeiket is.
A bástyától délre, a későbbi Lövölde helyén a 16–17. században egy lőtér volt (Czylstatt), ahol a brassói céhek és testvériségek tagjai és a szász gimnázium diákjai gyakoroltak. Ez elpusztult az 1689-es tűzvészben. A bástyát megkímélte a tűzvész, azonban 1710 júniusában egy földrengés alatt részben összedőlt és csak 1750-ben állították helyre. A 18. század végén a haditechnika fejlődésének következtében a bástya elvesztette védelmi szerepét. 1800–1807 között belsejében több épületet emeltek: a céh székházát, őrszobát, és egy báltermet (Hochzeitsaal), amiben a század első felében lakodalmakat rendeztek. 1857-ben a bástya mellett faiskolát létesítettek; jelenleg itt park és játszótér van.
A céhek megszüntetése után, 1877-ben a takácscéh javait – így a bástyát is – átvette a város, kártérítést fizetve. 1884-ben a város bérbe adta az evangélikus egyházközségnek, ami műhelyiskolát nyitott benne, ahol a gipszformázás rejtelmeibe vezették be az érdeklődő ifjakat. 1899-ben az egyházközség megvásárolta. 1910-ben felújításokat végeztek, melyek során újraépítették a folyosók ácsolatát, majd 1913-tól a Barcasági Szász Múzeum kiállításokat rendezett az épületekben. 1948-ban a hatalomra kerülő kommunisták államosították, az épületben pedig 1950-ben átvette a megalakuló megyei múzeum.

## Leírása
Szabálytalan, 36–40 méter oldalhosszúságú hatszög alakja egy 1616 m²-es alapterületű udvart fog közre. Magassága 12–17 méter, kőből és téglából épült fala alul 4,3, a legfelső szinten 1,5 méter vastag. Belül háromemeletes fa állványzat illeszkedik a falhoz, amelyen minden szinten nyílások vannak: az alsó két szinten ágyúk lőrései és szuroköntő nyílások, a felső, később épített szinteken puskáknak szánt, kisméretű lőrések. Két figyelőtorony tartozik hozzá, egy északkeleti és egy délkeleti; innen szemmel tudták tartani a délnyugati és a délkeleti várfal nagy részét. Eredetileg egy alacsony falszakasz kötötte össze a Cenk oldalában épült Késesek tornyával.
Ez a városerőd egyik legjobb állapotban megmaradt bástyája, ma is sértetlenül őrzi 16. századi formáját. Belsejében a megyei múzeum „Brassó vára és a Barcaság erődítményei” állandó kiállítása tekinthető meg, ahol régi fényképeket, török fegyvereket és a takácscéh egykori tárgyait állítják ki. A legérdekesebb látnivaló a 17. századi brassói városerődöt ábrázoló, 1:200-as méretarányú makett, melyet Friedrich Hermann szobrász és rajztanár készített az 1896-os millenniumi ünnepségekre. A román kommunista vezetés kifogásolta, hogy a makett csak a szászok által lakott városerődöt mutatja be, így 1968-ban elkészítették a románok lakta, 19. századi Bolgárszeg városrész makettjét is.
Kiváló akusztikája miatt a bástya udvarán koncerteket is tartanak. 2012-től minden év novemberében itt szervezik az Etnovember fesztivál egyes rendezvényeit.

## Képek

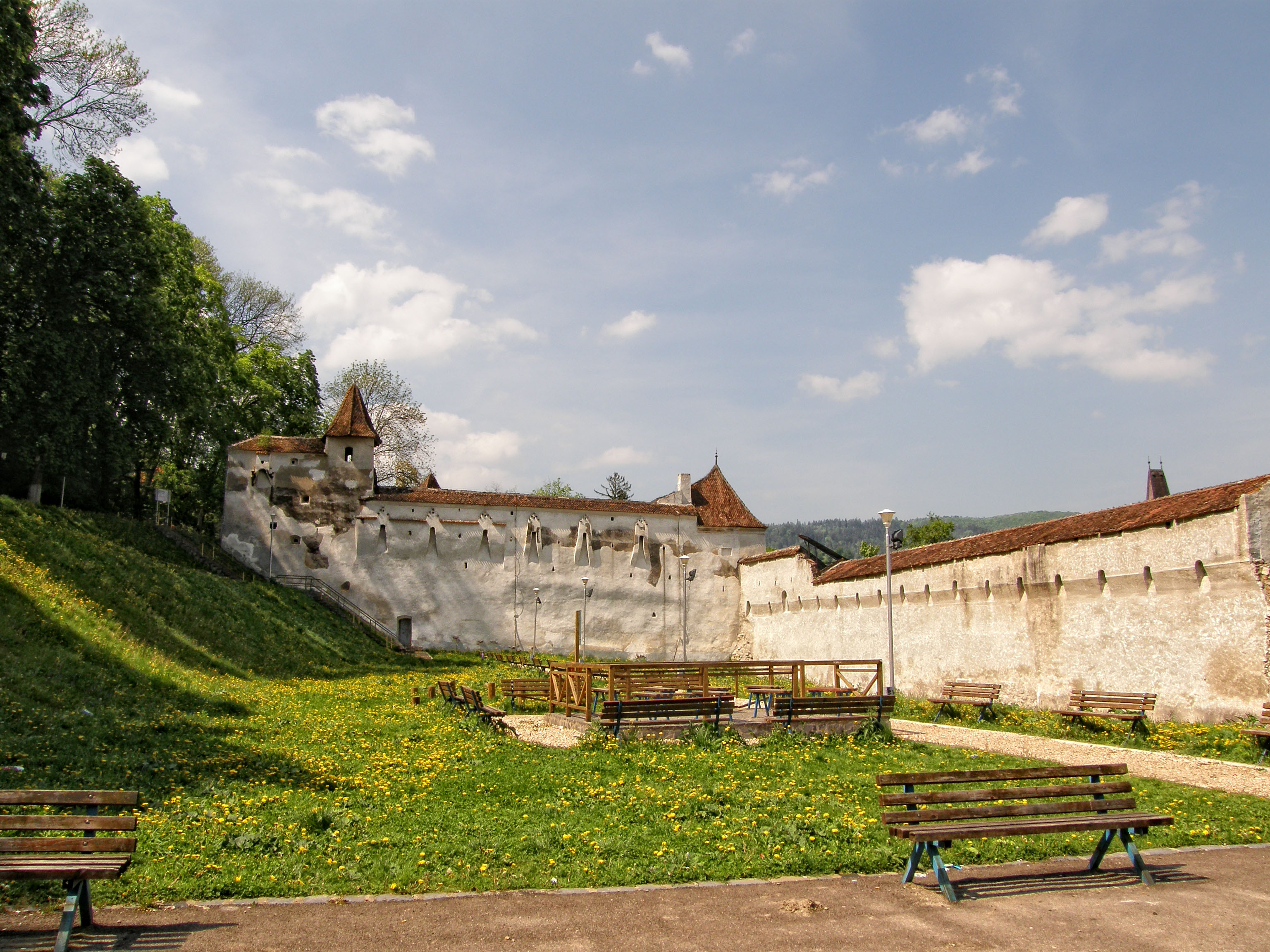
A bástya északkeletről; itt volt a faiskola
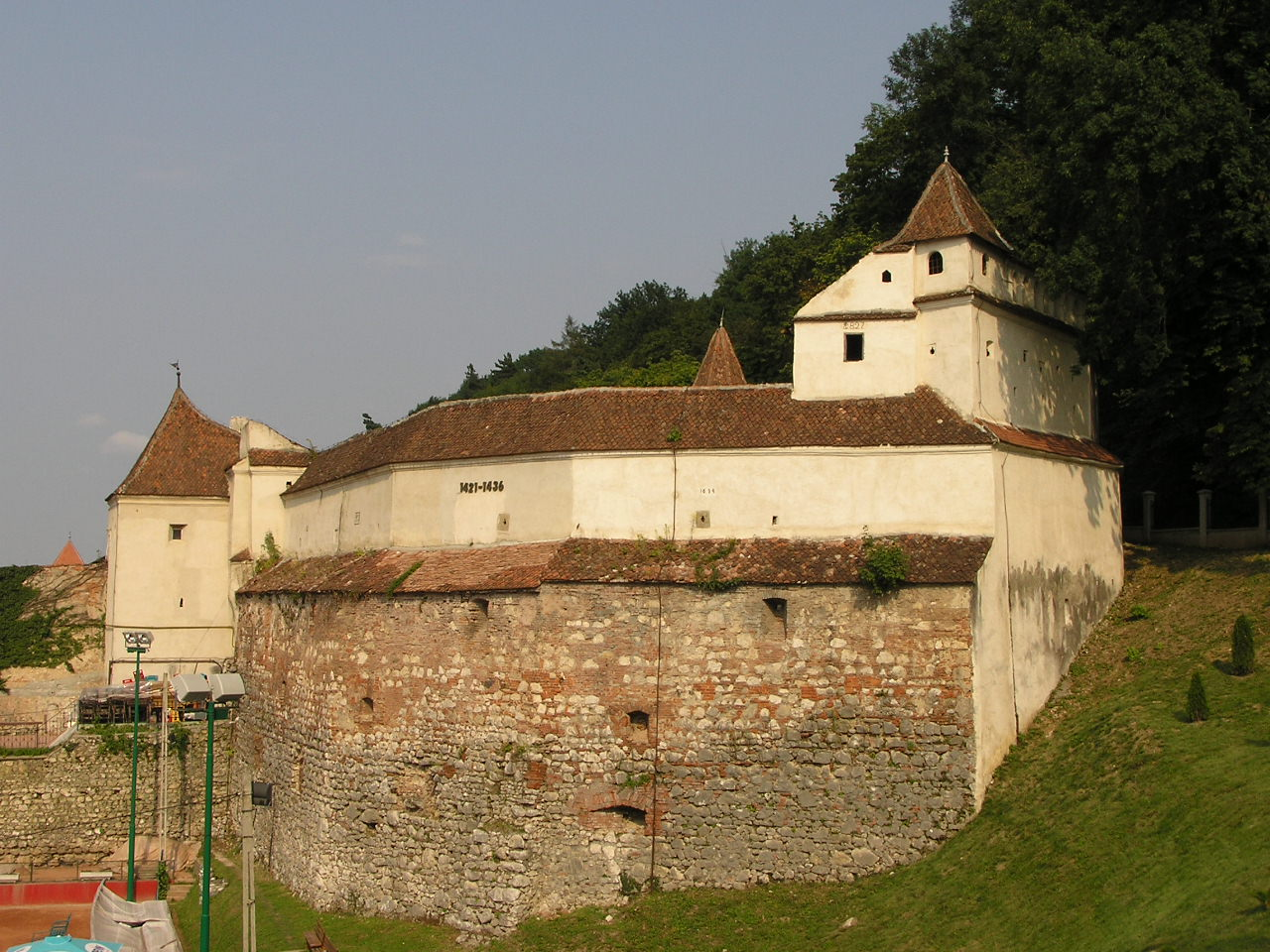
A bástya délnyugatról
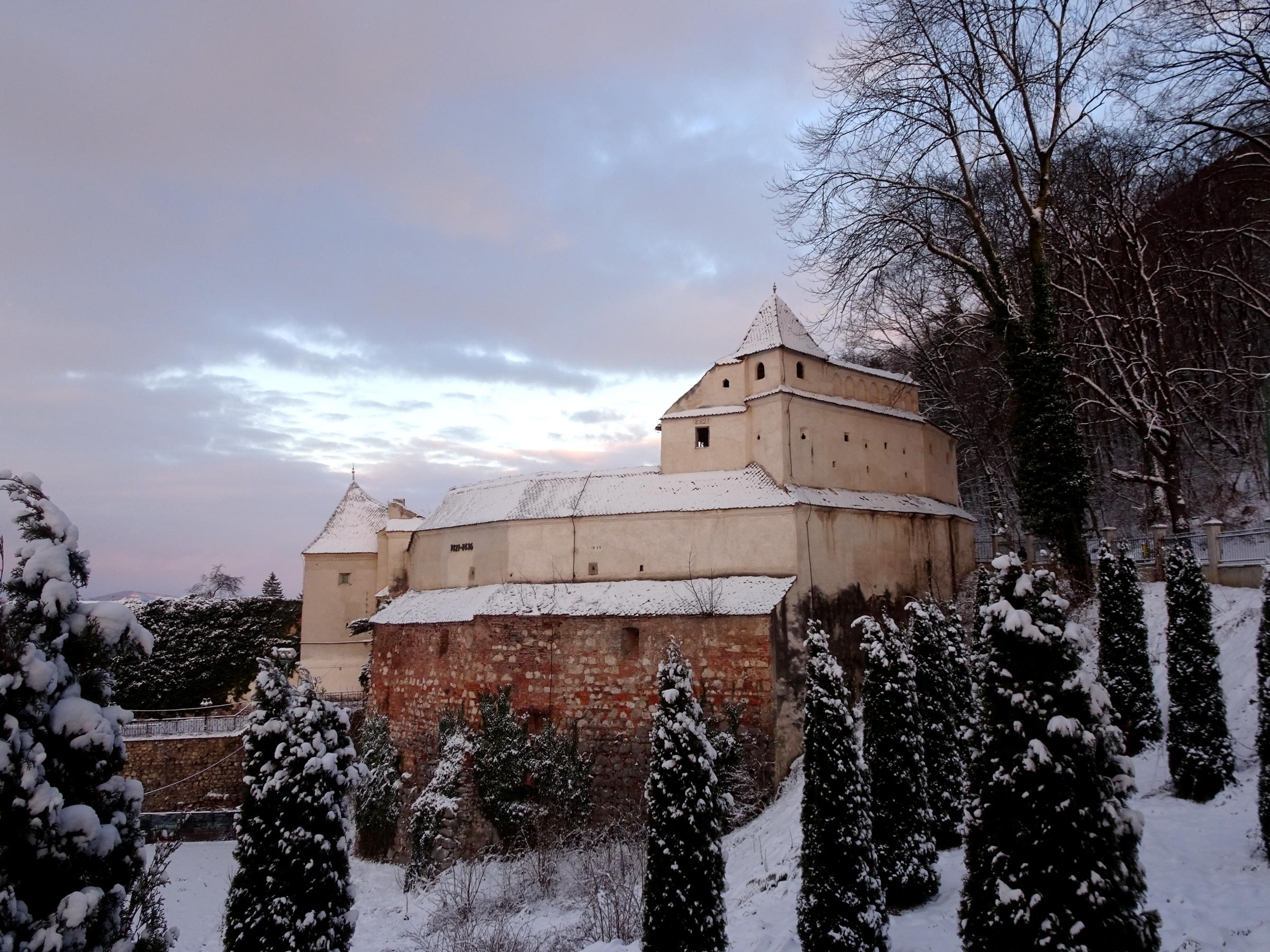
Télen
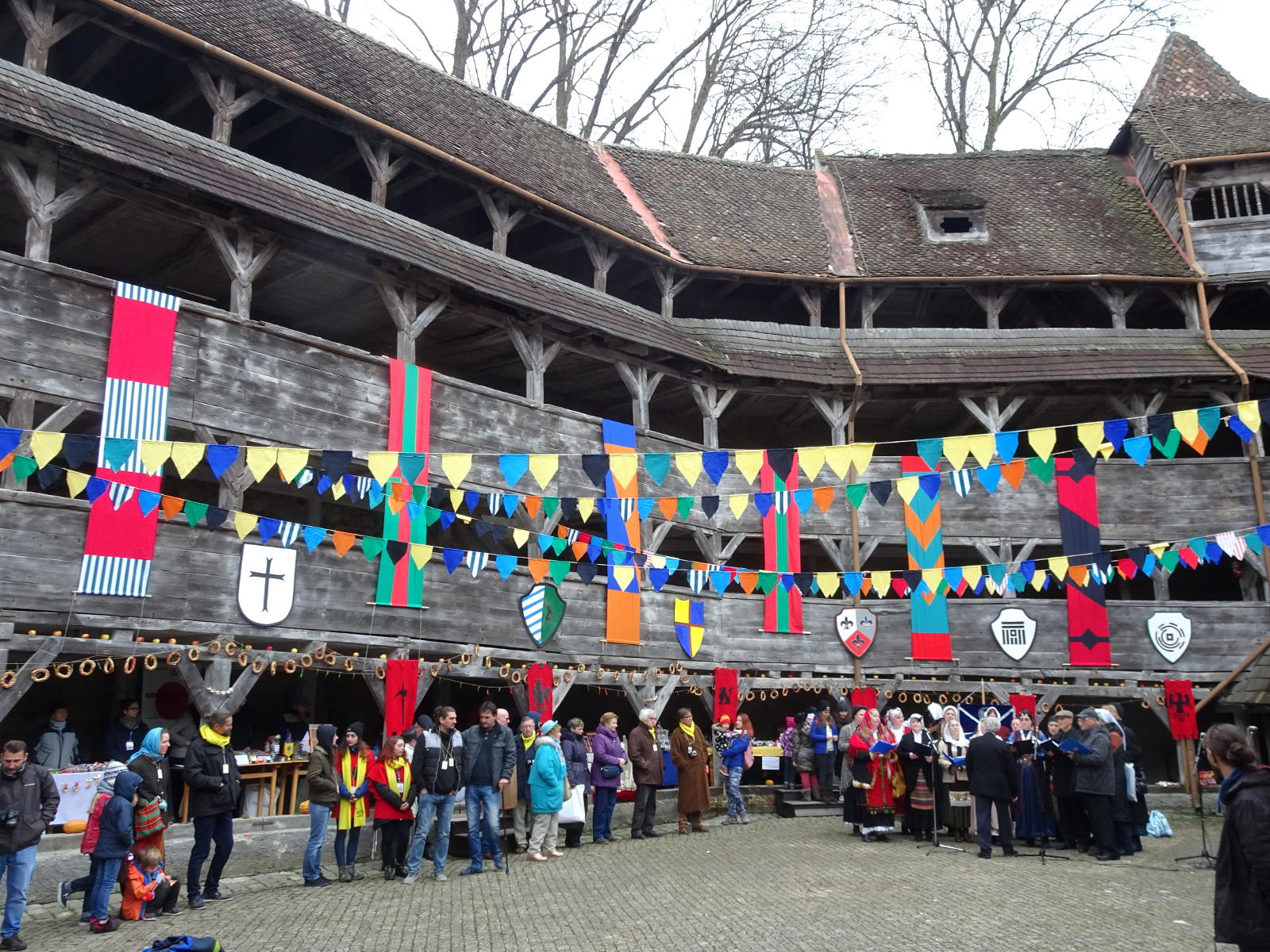
Rendezvény a belső udvaron (Etnovember)
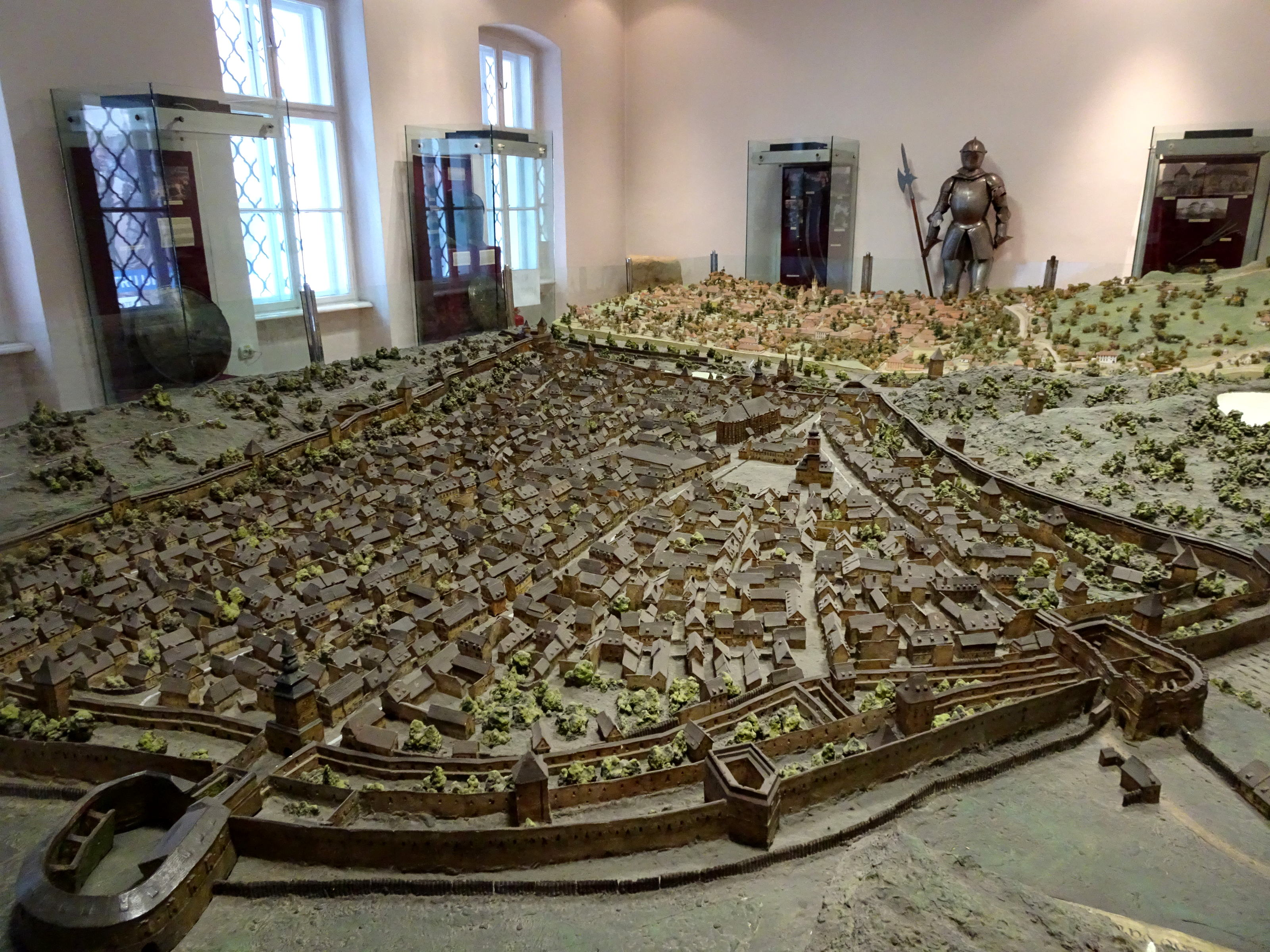
Múzeumi kiállítás